# Трстија
Трстија је село у Северној Македонији. Ово село се налази у Виничкој општини. Налази се покрај пута Виница-Делчево.